# Iran na Mistrzostwach Świata w Lekkoatletyce 2015
Iran na Mistrzostwach Świata w Lekkoatletyce 2015 – reprezentacja Iranu podczas Mistrzostw Świata w Pekinie liczyła 6 zawodników, z których żaden nie zdobył medalu.

## Występy reprezentantów Iranu

### Mężczyźni

#### Konkurencje biegowe
| Konkurencja   | Zawodnik                  | Runda 1  | Runda 1 | Półfinał | Półfinał | Finał    | Finał   |
| Konkurencja   | Zawodnik                  | Rezultat | Pozycja | Rezultat | Pozycja  | Rezultat | Pozycja |
| ------------- | ------------------------- | -------- | ------- | -------- | -------- | -------- | ------- |
| Bieg na 100 m | Reza Ghasemi              | 10,25    | 34.     | NQ       | NQ       | NQ       | NQ      |
| Bieg na 100 m | Hassan Taftian            | 10,10    | 18. q   | 10,20    | 20.      | NQ       | NQ      |
| Bieg na 200 m | Mohammad Hossein Abareghi | DNS      | DNS     | NQ       | NQ       | NQ       | NQ      |
| Maraton       | Mohammad Jafar Moradi     | —        | —       | —        | —        | DNF      | DNF     |

#### Konkurencje techniczne
| Konkurencja  | Zawodnik     | Eliminacje | Eliminacje | Finał    | Finał   |
| Konkurencja  | Zawodnik     | Rezultat   | Pozycja    | Rezultat | Pozycja |
| ------------ | ------------ | ---------- | ---------- | -------- | ------- |
| Rzut dyskiem | Ehsan Hadadi | 60,39      | 24.        | NQ       | NQ      |

### Kobiety
| Konkurencja    | Zawodniczka  | Eliminacje | Eliminacje | Finał    | Finał   |
| Konkurencja    | Zawodniczka  | Rezultat   | Pozycja    | Rezultat | Pozycja |
| -------------- | ------------ | ---------- | ---------- | -------- | ------- |
| Pchnięcie kulą | Leila Rajabi | 17,04      | 18.        | NQ       | NQ      |